# Макрицкий, Валерий
Валерий Макрицкий (рум. Valerii Macriţchii; 13 февраля 1996, Бельцы, Молдавия) — молдавский футболист, полузащитник клуба «Униря» и сборной Молдавии.

## Карьера
Валерий начал заниматься футболом с 7 лет. В 2009 году был зачислен в академию футбольного клуба «Шериф». С 2011 года стал вызываться в юношескую сборную Молдавии до 17 лет. С 2013 года периодически стал выступать за основную команду «Шериф». В составе команды стал чемпионом Молдавии сезона 2013/14. Первый гол за «жёлто-чёрных» забил 16 мая 2014 года в игре против кишинёвской «Дачии». 24 мая 2015 года выиграл с командой Кубок Молдавии 2014/15. 25 июля стал обладателем Суперкубка Молдавии 2015, матч против «Милсами» закончился со счётом 3:1.

## Достижения
«Шериф»
- Обладатель Кубка Молдавии (1): 2014/15
- Чемпион Молдавии (3): 2012/13, 2013/14, 2015/16
- Бронзовый призёр чемпионата Молдавии (1): 2014/15
- Обладатель Суперкубка Молдавии (2): 2013, 2015